# Диселенид тория
Диселенид тория — бинарное неорганическое соединение
тория и селена
с формулой ThSe2,
тёмно-серые кристаллы.

## Получение
- Реакция чистых веществ в инертной атмосфере:

{\displaystyle {\mathsf {Th+2Se\ {\xrightarrow {400-700^{o}C}}\ ThSe_{2}}}}

## Физические свойства
Диселенид тория образует кристаллы
ромбической сингонии, пространственная группа P nma, параметры ячейки a = 0,4420 нм, b = 0,7610 нм, c = 0,9064 нм, Z = 4,
структура типа дихлорида свинца PbCl2
.
Соединение образуется по перитектической реакции при температуре 1000°C.